# Miep Zijlstra
Miep (Willemina) Zijlstra (Amersfoort, 20 oktober 1920 - Amersfoort, 8 augustus 2011) was een Nederlands kerkmusicus, muziekpedagoog en -publicist.

## Biografie
Miep Zijlstra groeide op als enig kind in het Nederlands-Hervormde gezin van bouwkundig opzichter en tekenaar Otte Wijbes Zijlstra (1895-1985) en zijn vrouw, Arendje Schellevis (1891-1985). In de geschiedenis van de familie Zijlstra kwamen meerdere predikanten voor, onder wie de grootvader van Miep Zijlstra.
Zijlstra bleef ongetrouwd en kinderloos, woonde bij haar ouders in Amersfoort tot aan hun overlijden in 1985 en overleed in 2011 eveneens in haar geboortehuis.

### Opleiding
Na de HBS volgde Zijlstra een opleiding aan Instituut Schoevers. Vanaf 1942 studeerde ze muziektheorie bij organist/componist Adriaan Schuurman, die tevens directeur was van de Amersfoortse Toonkunst Muziekschool en organist van de Sint-Joriskerk. Zijlstra volgde daarnaast piano-lessen bij Maria Christina Cramer-Heijligers en solozang bij Henriëtte Smit. In 1944 volgde ze, evenals haar Amersfoortse vriendin Renske Nieweg, een zomercursus bij de bekende muziekpedagoog Willem Gehrels. Na de oorlog vervolgde ze haar pianostudie bij Simon C. Jansen en Guillaume Hesse, en kreeg ze zanglessen van Guus Hoekman en lessen muziekgeschiedenis bij Hélène Nolthenius. Na aanvullende zanglessen bij To van der Sluys en Ruth Horna behaalde ze via staatsexamens haar diploma's voor solozang en piano. Aansluitend studeerde ze aan het Utrechts Conservatorium koordirectie bij George Stam en piano bij Wolfgang Wijdeveld.

## Werk in de muziek

### Muziekschool
In 1946 werd Zijlstra benoemd tot docent zang, piano en theorie aan de Toonkunst Muziekschool in Amersfoort. Een van haar leerlingen was de latere klassiek zanger Bas Ramselaar. Vanaf 1978 was Zijlstra tevens waarnemend directeur van de (inmiddels hernoemde) Regionale Muziekschool in Amersfoort en van 1980 - 1985 was zij aan de school verbonden als adjunct-directeur.

### Kerkmuziek
Zijlstra was nauw betrokken bij de grote ontwikkelingen in de Protestantse kerkmuziek die binnen de Nederlands Hervormde Kerk plaatsvonden in de naoorlogse periode. In 1947 werd ze gevraagd om de eerste cantor te worden van de gemeente van de Amersfoortse Bergkapel, de latere Bergkerk. In die rol was ze dirigent van het Bergkerkkoor. Deze geloofsgemeenschap (aanvankelijk als stichting opgericht, maar later opgegaan in de Hervormde kerk) droeg een vrijzinnige geloofsopvatting uit, in combinatie met een grote aandacht voor de oorspronkelijke wortels van het christendom en de vroeg-Christelijke liturgie. De Bergkerk werd beschouwd als een zogenaamde liturigische broedplaats en vervulde een pioniersrol in de vernieuwing van de muziektraditie binnen de Protestantse kerk in Nederland. In de periode van 1952 - 1960 werden kerkdiensten vanuit de Bergkerk maandelijks op de radio door de IKOR (voorloper van de IKON) uitgezonden.
Begin jaren 1960 zat Zijlstra samen met Adriaan Schuurman, die een groot aandeel had in de totstandkoming van het Liedboek voor de Kerken in 1973, in de Commissie voor de Kerkmuziek, onderdeel van de Raad voor de Eredienst, een adviesorgaan van de Nederlands Hervormde Kerk. Via deze weg kwamen nieuwe kerkliederen binnen handbereik van Zijlstra. Veel nieuwe liederen die in de bundel zouden worden opgenomen werden in deze periode voor het eerst in de Bergkerk gezongen, met ondersteuning van het Bergkerkkoor. In deze periode componeerde Zijlstra ook met enige regelmaat bewerkingen van met name kerstliederen. Zijlstra bleef tot 1964 dirigent van het koor, en werd opgevolgd door koorlid Herman van Kerkhof.
Eind jaren 1950 was Zijlstra betrokken bij de ontwikkeling van een cursus koorscholing (een training in muziektheorie en stemtechniek voor amateur-koorzangers), in die tijd een noviteit waarvoor grote belangstelling bestond.

## Auteur over muziek
Zijlstra was auteur en redacteur voor tijdschriften als Samenklank (tijdschrift van de Koninklijke Nederlandse Toonkunstenaarsvereniging), De Pyramide (het tijdschrift van de Gehrelsvereniging) en Mens en Melodie, waarvoor ze tussen 1950 en 1975 regelmatig bijdragen schreef over het Nederlandse muziekleven.
In 1974 vertaalde zij het standaardwerk Geschichte der Musik (1954) van Karl Wörner. Als muziekmedewerker droeg Zijlstra bij aan de Grote Nederlandse Larousse Encyclopedie. Van 1979 tot 1984 verzorgde ze met de Vlaamse hoogleraar Jozef Robijns de hoofdredactie van de tweede editie van de Algemene Muziekencyclopedie (behalve deel I), die gold als de beste Nederlands/Belgische muziekencyclopedie uit de 20ste eeuw.

### Publicaties
- 1953: Vier kerstliederen, bijlage in Mens en Melodie
- 1954: Drie kerstliederen, bijlage in Mens en Melodie / Spectrum
- 1961: Vier Europese kerstliederen, met instrumenten naar keuze - Spectrum
- 1962: Vier kerstliederen uit vier landen, bijlage in Mens en Melodie / Spectrum
- 1965: Zingen en spelen van kerstliederen onder leiding van Renske Nieweg, Mens en Melodie
- 1966: 25 jaar Het Nederlandse Lied, in Mens en Melodie
- 1968: Portret Guillaume Hesse, in Mens en Melodie
- 1969: Voor véél vingers: Nederlandse volksliederen voor twee of meer piano's (samenstelling Miep Zijlstra) - Harmonia
- 1972: Muziekvespers in Amsterdam, in Mens en Melodie
- 1972: Zilveren jubileum Nederlands Madrigaalkoor, in Mens en Melodie
- 1974: Geschiedenis van de Muziek, Karl Wörner, vertaling Miep Zijlstra - Spectrum - ISBN 9789027482563
- 1975: Zestiende-eeuwse koormuziek. Een STIMU-weekeinde voor koorleiders, in Mens en Melodie
- 1976: Het componeren van de avant-garde in de 20 eeuw, in Mens en Melodie
- 1979 - 1984: Algemene Muziekencyclopedie - Jozef Robijns en Miep Zijlstra - De Haan - ISBN 9789022849309
- 1982: 25 jaar Regionale Muziekschool Amersfoort. Geschiedenis en voorgeschiedenis